# Chrysops passosi
Chrysops passosi är en tvåvingeart som beskrevs av Dias 1980. Chrysops passosi ingår i släktet Chrysops och familjen bromsar.
Artens utbredningsområde är Portugal. Inga underarter finns listade i Catalogue of Life.